# Mi son svegliato e c'eri tu
Mi son svegliato e c'eri tu è un album discografico del cantante e attore italiano Johnny Dorelli con dell'orchestra di Augusto Martelli, pubblicato nel 1988 dalla Five Record.

## Descrizione
Dopo la felice esperienza di Premiatissima, il primo varietà di grande successo di Canale 5, Dorelli prosegue la sua collaborazione con la Fininvest come conduttore del varietà Finalmente venerdì assieme a Heather Parisi, Gloria Guida, Corrado Pani, Paola Quattrini e un giovane Gioele Dix. Per l'occasione incide un doppio album di standard jazz e classici della musica pop italiana, arrangiati dall'orchestra di Augusto Martelli, accreditato ufficialmente nell'album come secondo artista. L'album viene inciso ad otto anni di distanza dall'ultima pubblicazione di Dorelli, la colonna sonora dello spettacolo teatrale Accendiamo la lampada ed a dieci dall'ultimo album di inediti in studio, Giorgio, pubblicato dalla Warner Bros. Records nel 1978.
Dall'album vengono estratti due singoli, unici inediti: L'unica occasione/Le tue mani, utilizzato come sigla della miniserie TV di Canale 5 Festa di Capodanno, in cui Dorelli recita con sua moglie Gloria Guida, e il 45 giri Mi son svegliato e c'eri tu di Alberto Testa e Augusto Martelli, stampato in edizione promo limitata. 
Il doppio album è suddiviso in due parti: il primo vinile contiene classici del pop italiano come Se stasera sono qui, Margherita, Questione di feeling, E penso a te, mentre il secondo contiene standard in inglese come New York, New York, You Are the Sunshine of My Life e Yesterday.

## Edizioni
L'album è stato pubblicato in Italia nel 1988 dall'etichetta Five Record, dapprima in musicassetta doppia, con numero di catalogo 50 FM 14204, mentre nel 1989 fu stampato anche in LP (FM 14204) e CD (CD FM 513645). Nel 1997 è stato ristampato in CD dall'etichetta Eco Pop, sempre di proprietà R.T.I.. Non è disponibile né in digitale né per lo streaming.

## Tracce
1. Mi son svegliato e c'eri tu
2. Se stasera sono qui
3. Margherita
4. Arrivederci
5. Una lunga storia d'amore
6. L'immensità
7. Le tue mani
8. Questione di feeling
9. E penso a te
10. L'unica occasione
11. Meadley One
12. Foggy Day
13. Meadley Two
14. New York New York
15. Yesterday
16. A Woman in Love
17. Maria
18. I Just Called to Say I Love You
19. Feelings
20. You Are the Sunshine of My Life